# Froncles
Froncles és un municipi francès situat al departament de l'Alt Marne i a la regió del Gran Est. L'any 2007 tenia 1.633 habitants.

## Demografia

### Població
El 2007 la població de fet de Froncles era de 1.633 persones. Hi havia 743 famílies de les quals 265 eren unipersonals (98 homes vivint sols i 167 dones vivint soles), 245 parelles sense fills, 184 parelles amb fills i 49 famílies monoparentals amb fills.
La població ha evolucionat segons el següent gràfic:
Habitants censats

### Habitatges
El 2007 hi havia 861 habitatges, 745 eren l'habitatge principal de la família, 25 eren segones residències i 91 estaven desocupats. 682 eren cases i 179 eren apartaments. Dels 745 habitatges principals, 482 estaven ocupats pels seus propietaris, 249 estaven llogats i ocupats pels llogaters i 14 estaven cedits a títol gratuït; 9 tenien una cambra, 58 en tenien dues, 168 en tenien tres, 222 en tenien quatre i 287 en tenien cinc o més. 481 habitatges disposaven pel capbaix d'una plaça de pàrquing. A 372 habitatges hi havia un automòbil i a 221 n'hi havia dos o més.

### Piràmide de població
La piràmide de població per edats i sexe el 2009 era:
| Homes | Edats   | Dones |
| ----- | ------- | ----- |
| 0     | 95 o +  | 4     |
| 4     | 90 a 94 | 0     |
| 0     | 85 a 89 | 12    |
| 12    | 80 a 84 | 20    |
| 20    | 75 a 79 | 44    |
| 52    | 70 a 74 | 52    |
| 64    | 65 a 69 | 40    |
| 44    | 60 a 64 | 56    |
| 40    | 55 a 59 | 68    |
| 72    | 50 a 54 | 64    |
| 88    | 45 a 49 | 80    |
| 48    | 40 a 44 | 44    |
| 60    | 35 a 39 | 36    |
| 80    | 30 a 34 | 64    |
| 72    | 25 a 29 | 52    |
| 48    | 20 a 24 | 56    |
| 68    | 15 a 19 | 48    |
| 36    | 10 a 14 | 36    |
| 56    | 5 a 9   | 44    |
| 36    | 0 a 4   | 32    |

## Economia
El 2007 la població en edat de treballar era de 1.038 persones, 729 eren actives i 309 eren inactives. De les 729 persones actives 656 estaven ocupades (375 homes i 281 dones) i 73 estaven aturades (34 homes i 39 dones). De les 309 persones inactives 130 estaven jubilades, 65 estaven estudiant i 114 estaven classificades com a «altres inactius».

### Ingressos
El 2009 a Froncles hi havia 738 unitats fiscals que integraven 1.620 persones, la mediana anual d'ingressos fiscals per persona era de 15.479 €.

### Activitats econòmiques
Dels 59 establiments que hi havia el 2007, 4 eren d'empreses extractives, 2 d'empreses alimentàries, 5 d'empreses de fabricació d'altres productes industrials, 8 d'empreses de construcció, 6 d'empreses de comerç i reparació d'automòbils, 4 d'empreses de transport, 7 d'empreses d'hostatgeria i restauració, 1 d'una empresa financera, 1 d'una empresa immobiliària, 3 d'empreses de serveis, 14 d'entitats de l'administració pública i 4 d'empreses classificades com a «altres activitats de serveis».
Dels 16 establiments de servei als particulars que hi havia el 2009, 1 era una oficina de correu, 1 una oficina bancària, 1 funerària, 1 taller de reparació d'automòbils i de material agrícola, 1 paleta, 1 guixaire pintor, 3 fusteries, 2 electricistes, 2 perruqueries, 1 agència de treball temporal i 2 restaurants.
Dels 5 establiments comercials que hi havia el 2009, 1 era un hipermercat, 2 fleques, 1 una peixateria i 1 una sabateria.
L'any 2000 a Froncles hi havia 9 explotacions agrícoles que ocupaven un total de 410 hectàrees.

## Equipaments sanitaris i escolars
El 2009 hi havia 1 farmàcia i 1 ambulància.
El 2009 hi havia 2 escoles maternals i 1 escola elemental. Froncles disposava d'un col·legi d'educació secundària amb 143 alumnes.

## Poblacions més properes
El següent diagrama mostra les poblacions més properes.